# Conflits post-soviétiques
Les conflits post-soviétiques désignent les crises et les guerres qui ont eu lieu ou qui sont toujours en cours dans l’espace de l’ex-Union soviétique et qui sont en grande partie consécutives de la chute de cette dernière.
Ces crises ont des origines diverses, mais on peut discerner deux principaux éléments déclencheurs : les tensions ethniques et culturelles (dont les principaux conflits qui en résultent sont les conflits du Caucase et d’Asie centrale) et l’irrédentisme russe, c’est-à-dire les politiques de la Russie contemporaine (état continuateur de l’URSS) en vue de réétablir sa sphère d'influence historique en grande partie perdue lors de la dislocation de l’URSS.

## Tensions ethniques et culturelles

Soldats arméniens lors de la première guerre du Haut-Karabagh : le premier conflit post-soviétique

Les tensions ethniques et culturelles dans l’espace post-soviétique trouvent en grande partie leur origine dans les délimitations territoriales effectuées au début de la période soviétique (années 1920-1930), notamment lors de la politique dite de « délimitation nationale-territoriale » (en russe : национально-территориальное размежевание, transcription : natsionalno-territorialnoye razmezhevaniye). Bien que cette politique ait officiellement visée à créer des républiques nationales cohérentes selon des critères ethniques, linguistiques et économiques,, elle a souvent donné lieu à des frontières complexes, laissant de nombreuses minorités enclavées dans des entités dominées par d’autres groupes. Ces choix, combinés à des politiques ultérieures de centralisation et de russification, ont contribué à l'apparition de tensions interethniques après la dislocation de l’URSS,.
Pendant la majeure partie de l’ère soviétique, ces tensions sont restées latentes, en grande partie en raison du régime autoritaire qui interdisait toute forme de revendication identitaire ou politique.
La mise en place, à partir de 1985, des réformes de la perestroïka et de la glasnost par Mikhaïl Gorbatchev a permis une relative liberté d’expression, favorisant l’émergence de revendications nationales dans plusieurs républiques et régions autonomes.
C'est cette liberté qui a permis a permis au Soviet régional du Haut-Karabagh (région à majorité arménienne) de demander son rattachement à la RSS d’Arménie ce qui est l'origine du premier conflit post-soviétique : la première guerre du Haut-Karabagh.

## Irrédentisme russe
Lors de la chute de l’URSS 25 millions de Russes vont se retrouver en dehors des frontières de la fédération de Russie nouvellement formée, malgré cet événement qui aurait pu causer l’apparition de sentiment irrédentiste, la classe politique russe n’affichera presque aucune volonté de ce type, cela s’explique par le contexte de l’époque, la Russie des années 1990/débuts 2000 va être marquée par des problématiques internes très importantes parmi lesquelles : crise économique (liée à la transition vers une économie de marché), crise constitutionnelle, guerre interne (Tchétchénie), service public dysfonctionnant… Ces problématiques vont, de fait, faire passer la politique extérieure au second plan.
Dans le même temps, nombre de pays ayant fait partie de l’ex-pacte de Varsovie rejoignent l’OTAN voyant dans cette alliance une stabilité face à un vide sécuritaire, ainsi qu’un moyen d’intégration supplémentaire à l’Occident.
Cette extension de l’OTAN sera toujours dénoncée par les dirigeants russes qui la perçoivent comme une menace à l’égard de la Russie, ainsi Boris Eltsine déclarera en 1994 : "Notre attitude vis-à-vis des plans d’élargissement de l’OTAN [...] demeure et demeurera invariablement négative. […] Cette décision peut conduire à un glissement vers la détérioration de la confiance entre la Russie et les pays occidentaux"
Malgré cette dénonciation par le pouvoir russe, ce dernier ne prendra presque aucune décision concrète pour lutter contre ces vagues d’extension de l’OTAN et, à contrario, il y aura même mise en place d’une coopération avec la signature d’un accord OTAN-Russie en 1997. Cette ‘contradiction’ entre paroles et actes peut à nouveau s’expliquer par le contexte russe de l’époque : la Russie vient de perdre son statut de superpuissance et, comme rappelé plus tôt, est dans une situation interne préoccupante. Afin de ne pas perdre complètement l’influence qu’elle a sur la scène internationale, les dirigeants russes vont souhaiter s’intégrer pleinement à l’ordre mondial et cela se concrétise à l’époque par avoir de bonnes relations avec l’hyperpuissance que sont alors les États-Unis, d’où le souhait de bonnes relations avec l’OTAN,.

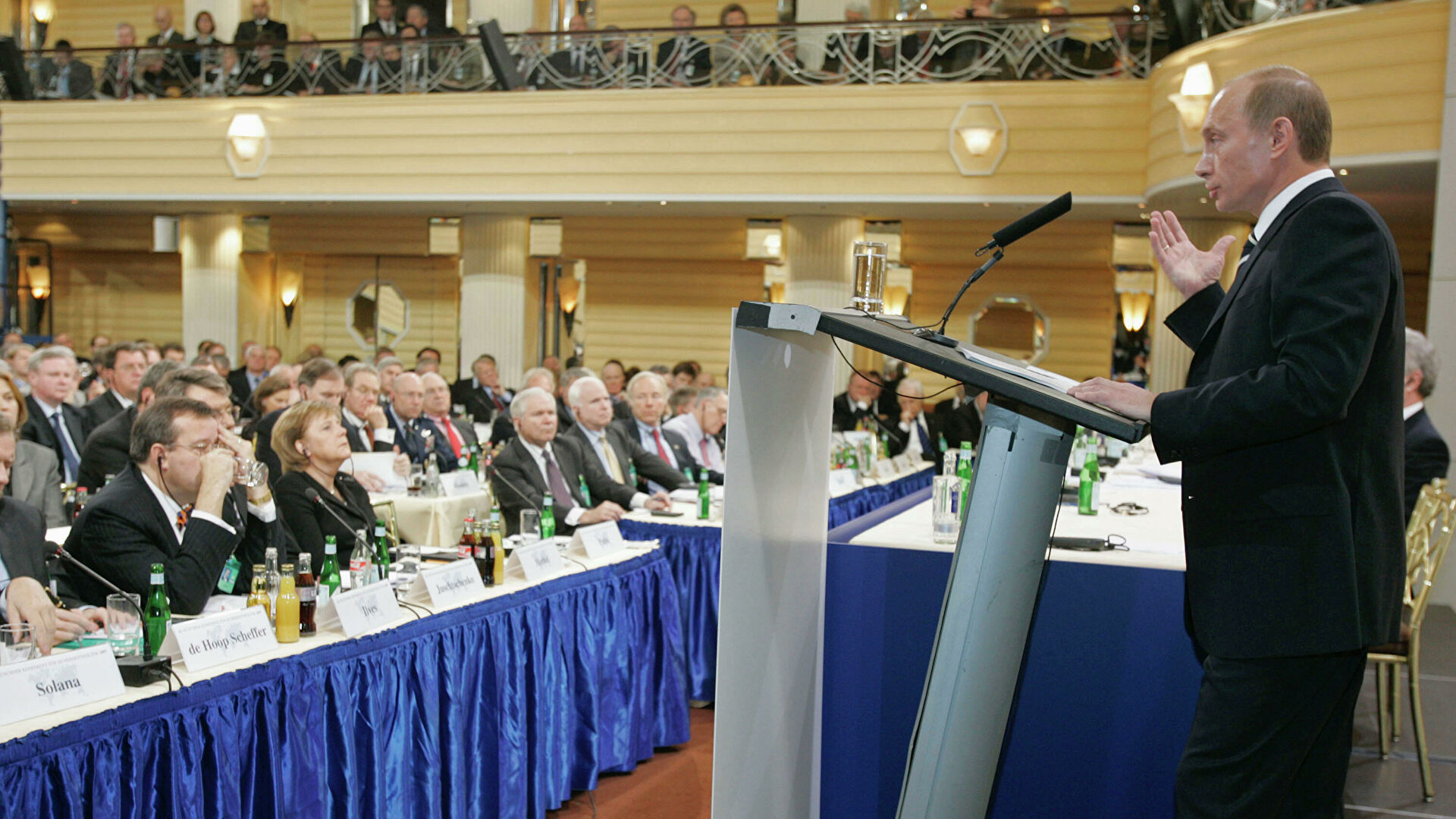
Le discours de Poutine à Munich en 2007 est largement considéré comme le basculement de la politique extérieure russe

L'arrivée au pouvoir de Vladimir Poutine en 2000 marque un tournant dans la politique intérieure et extérieure russe. Bien qu’il conserve, dans un premier temps, la même approche que celle de son prédécesseur concernant les relations avec l’Ouest, l'objectif affiché est de restaurer l'État russe, affaibli par la décennie précédente, et de renforcer son autorité sur la scène internationale.
Durant ses premiers mandats, Poutine cherche principalement à redresser économiquement le pays, profitant de la hausse des prix des matières premières. La politique extérieure reste relativement modérée, malgré des tensions persistantes concernant l'élargissement de l'OTAN et l'influence occidentale dans l'espace post-soviétique.
Toutefois, un tournant majeur va avoir lieu en 2007 lors du discours de Vladimir Poutine à la conférence de sécurité de Munich (en). Il y dénonce ouvertement l'unilatéralisme (en) des États-Unis, critique l'élargissement de l'OTAN qu'il qualifie de provocation et réaffirme la volonté de la Russie de défendre ses intérêts stratégiques,. Ce discours est largement interprété comme la fin de la phase de coopération et l'amorce d'une politique étrangère plus agressive.
La première manifestation concrète de cette nouvelle orientation intervient en 2008 avec la guerre russo-géorgienne. Depuis plusieurs années, la Géorgie, sous la présidence de Mikheil Saakachvili, affichait sa volonté de se rapprocher des structures euro-atlantiques jusqu’à une demande d'adhésion à l'OTAN formulée officiellement en avril 2008. Ce rapprochement était mal vu par Moscou, qui voyait dans l'expansion de l'Alliance atlantique une menace directe à ses intérêts stratégiques dans le Caucase.
Le 7 août 2008 la situation dégénère lorsque les autorités géorgiennes tentent de reprendre par la force l’Ossétie du Sud, une région séparatiste soutenue par la Russie depuis les années 1990. En réponse, Moscou profite de la situation et intervient militairement sous prétexte de défendre les populations ossètes et russes de la région. À l'issue de huit jours de combats, la Géorgie est contrainte de signer un cessez-le-feu.
La Russie reconnaît ensuite l'indépendance de l'Ossétie du Sud et de l'Abkhazie, deux régions sécessionnistes, et y installe des bases militaires permanentes. Ce conflit marque une étape décisive : pour la première fois depuis la fin de l'Union soviétique, la Russie utilise la force de manière explicite pour faire pression sur un état voisin afin de le dissuader de s'intégrer aux structures occidentales, affirmant ainsi son rôle de puissance régionale et amorçant un virage plus affirmé vers des politiques irrédentistes et d'influence.
La guerre russo-géorgienne de 2008 constitue un précédent important, démontrant que la Russie est désormais prête à utiliser la force pour défendre sa sphère d'influence post-soviétique. Toutefois, cette intervention reste limitée dans ses objectifs territoriaux immédiats, Moscou se contentant de reconnaître l'indépendance de l'Ossétie du Sud et de l'Abkhazie sans procéder à une annexion formelle. Le véritable conflit démontrant la volonté irrédentiste et expansionniste russe est le conflit ukrainien, débuté en 2014 et intensifié en 2022.

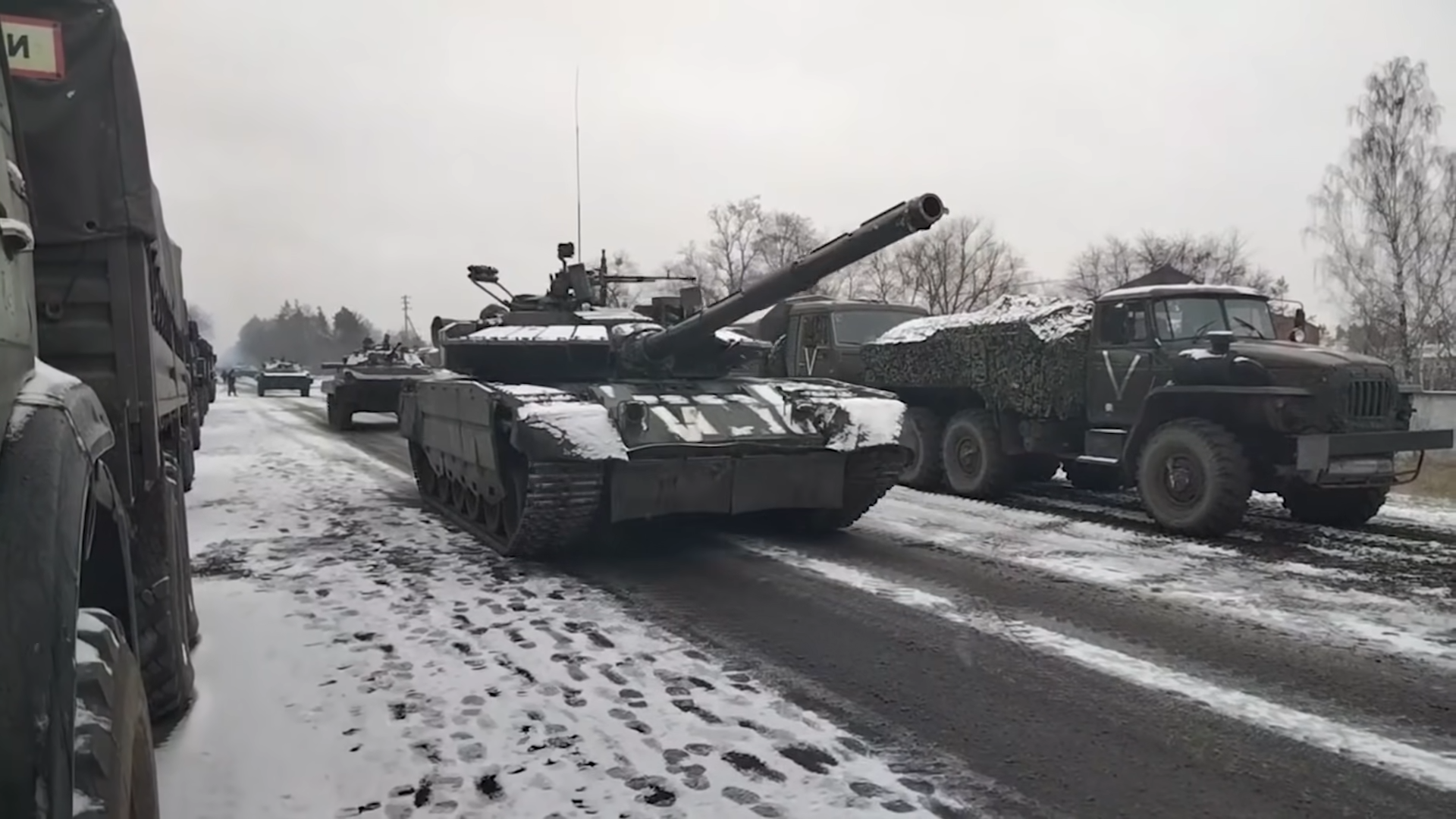
Colonne de chars russes entrant en Ukraine (mars 2022).

En février 2014, le mouvement pro-européen du Maïdan provoque la destitution du président Viktor Ianoukovitch, cela est perçu par Moscou comme un coup d’État soutenu par l'Occident. En mars, la Russie annexe la Crimée, péninsule historiquement stratégique en raison de sa population majoritairement russe et de la présence de la flotte de la mer Noire à Sébastopol, une action largement condamnée par la communauté internationale.
Simultanément, des insurrections séparatistes pro-russes éclatent dans l’est de l’Ukraine, notamment dans les oblasts de Donetsk et Louhansk, soutenues de manière indirecte par Moscou. Ce double mouvement — annexion de la Crimée et déstabilisation du Donbass — marque une rupture avec la politique plus modérée de la Russie post-soviétique, traduisant une volonté irrédentiste affirmée.
Le conflit se stabilise ensuite en une guerre de basse intensité, rythmée par les accords de Minsk (2014 et 2015), sans véritable règlement. Tandis que l'Ukraine renforce ses liens avec l'Union européenne et l'OTAN, la Russie poursuit une politique d'influence hybride et consolide son emprise sur la Crimée. En février 2022, invoquant notamment la protection des populations russophones, Moscou lance une invasion de grande ampleur contre l'Ukraine.
Cette invasion marque un tournant majeur dans l'histoire post-soviétique : pour la première fois, la Russie entreprend une guerre conventionnelle à grande échelle contre un ancien État soviétique souverain, revendiquant implicitement des objectifs irrédentistes et contestant ouvertement l'ordre international issu de la fin de la guerre froide.

## Asie centrale
| Belligérants 1                                           | Belligérants 2                                                                                             | Guerre/Conflit                                          | Début | Fin  |
| -------------------------------------------------------- | --- | ------------------------------------------------------- | ----- | ---- |
| Tadjikistan Ouzbékistan Russie                           | Parti de la renaissance islamique du Tadjikistan Jamiat-e Islami                                           | Guerre civile du Tadjikistan                            | 1992  | 1997 |
| Mouvements pro-Bakiev                                    | Gouvernement provisoire kirghiz                                                                            | Affrontement ethniques du Sud Kirghizistan (en)         | 2010  | 2010 |
| Tadjikistan                                              | Opposition tadjike unie Mouvement islamique d'Ouzbékistan Parti de la renaissance islamique du Tadjikistan | Insurrection du Tadjikistan                             | 2010  | 2015 |
| Kirghizistan                                             | Tadjikistan                                                                                                | Conflit de 2021 entre le Kirghizistan et le Tadjikistan | 2021  | 2021 |
| Kazakhstan Organisation du traité de sécurité collective | Manifestants                                                                                               | Révolte de 2022 au Kazakhstan                           | 2022  | 2022 |

## Nord-Caucase
| Belligérants 1                | Belligérants 2                    | Guerre/Conflit                     | Début | Fin  |
| ----------------------------- | --------------------------------- | ---------------------------------- | ----- | ---- |
| Ossétie-du-Nord-Alanie Russie | Ingouchie                         | Conflit en Ossétie du Nord de 1992 | 1992  | 1992 |
| Russie                        | République tchétchène d'Itchkérie | Première guerre de Tchétchénie     | 1994  | 1996 |
| Russie                        | Islamistes tchétchènes            | Invasion du Daghestan (1999)       | 1999  | 1999 |
| Russie                        | République tchétchène d'Itchkérie | Seconde guerre de Tchétchénie      | 1999  | 2009 |
| Russie                        | Émirat du Caucase                 | Guerre d'Ingouchie                 | 2007  | 2015 |
| Russie                        | Émirat du Caucase                 | Guérilla en Ciscaucasie            | 2009  | 2017 |

## Sud-Caucase
| Belligérants 1                                                  | Belligérants 2           | Guerre/Conflit                     | Début | Fin      |
| --------------------------------------------------------------- | ------------------------ | ---------------------------------- | ----- | -------- |
| / Arménie Haut-Karabagh                                         | / Azerbaïdjan            | Premier conflit du Haut-Karabagh   | 1988  | 1994     |
| Ossétie du Sud-Alanie CPMNC Russie                              | / Géorgie                | Conflit géorgien-ossète            | 1989  | En cours |
| Ossétie du Sud-Alanie                                           | Géorgie                  | Première guerre d'Ossétie du Sud   | 1991  | 1992     |
| Forces pro-Conseil d'État Russie Abkhazie Ossétie du Sud-Alanie | Forces pro-Gamsakhourdia | Guerre civile géorgienne           | 1991  | 1993     |
| Abkhazie                                                        | Géorgie                  | Première guerre d'Abkhazie         | 1992  | 1993     |
| Abkhazie                                                        | Milices géorgiennes      | Deuxième guerre d'Abkhazie         | 1998  | 1998     |
| Géorgie                                                         | Islamistes tchétchènes   | Crise de la vallée de Pankissi     | 2002  | 2003     |
| Gouvernement géorgien                                           | Opposition               | Révolution des Roses               | 2003  | 2003     |
| Gouvernement autonome d'Adjarie                                 | Géorgie                  | Crise d'Adjarie de 2003-2004       | 2003  | 2004     |
| Russie Abkhazie Ossétie du Sud-Alanie                           | Géorgie                  | Deuxième guerre d'Ossétie du Sud   | 2008  | 2008     |
| Arménie Haut-Karabagh                                           | Azerbaïdjan              | Deuxième conflit du Haut-Karabagh  | 2008  | 2008     |
| Arménie Haut-Karabagh                                           | Azerbaïdjan              | Troisième conflit du Haut-Karabakh | 2016  | 2016     |
| Arménie Haut-Karabagh                                           | Azerbaïdjan              | Quatrième conflit du Haut-Karabakh | 2020  | 2020     |
| Arménie Haut-Karabagh                                           | Azerbaïdjan              | Cinquième conflit du Haut-Karabagh | 2020  | 2020     |
| Arménie Haut-Karabagh                                           | Azerbaïdjan              | Sixième conflit du Haut-Karabagh   | 2021  | 2022     |

## Europe
| Belligérants 1                                                                           | Belligérants 2            | Guerre/Conflit | Début | Fin      |
| ---------------------------------------------------------------------------------------- | ------------------------- | --- | ----- | -------- |
| Transnistrie                                                                             | Moldavie                  | Conflit de Transnistrie | 1990  | En cours |
| Transnistrie Russie                                                                      | Moldavie                  | Guerre du Dniestr | 1992  | 1992     |
| Forces pro-soviet suprême                                                                | Forces pro-Eltsine        | Crise constitutionnelle russe | 1993  | 1993     |
| Gouvernement pro-russe                                                                   | Opposition pro-européenne | Révolution orange | 2004  | 2005     |
| Gouvernement pro-russe                                                                   | Opposition pro-européenne | Euromaïdan et Révolution de la Dignité | 2013  | 2014     |
| Russie République de Crimée Séparatistes de Lougansk Séparatistes de Donetsk Biélorussie | Ukraine                   | Guerre russo-ukrainienne : (annexion de la Crimée par la Russie en 2014, guerre du Donbass de 2014 à 2022) et invasion générale de l'Ukraine par la Russie depuis 2022) | 2014  | En cours |